# Tor bobslejowo-saneczkarski w Sarajewie

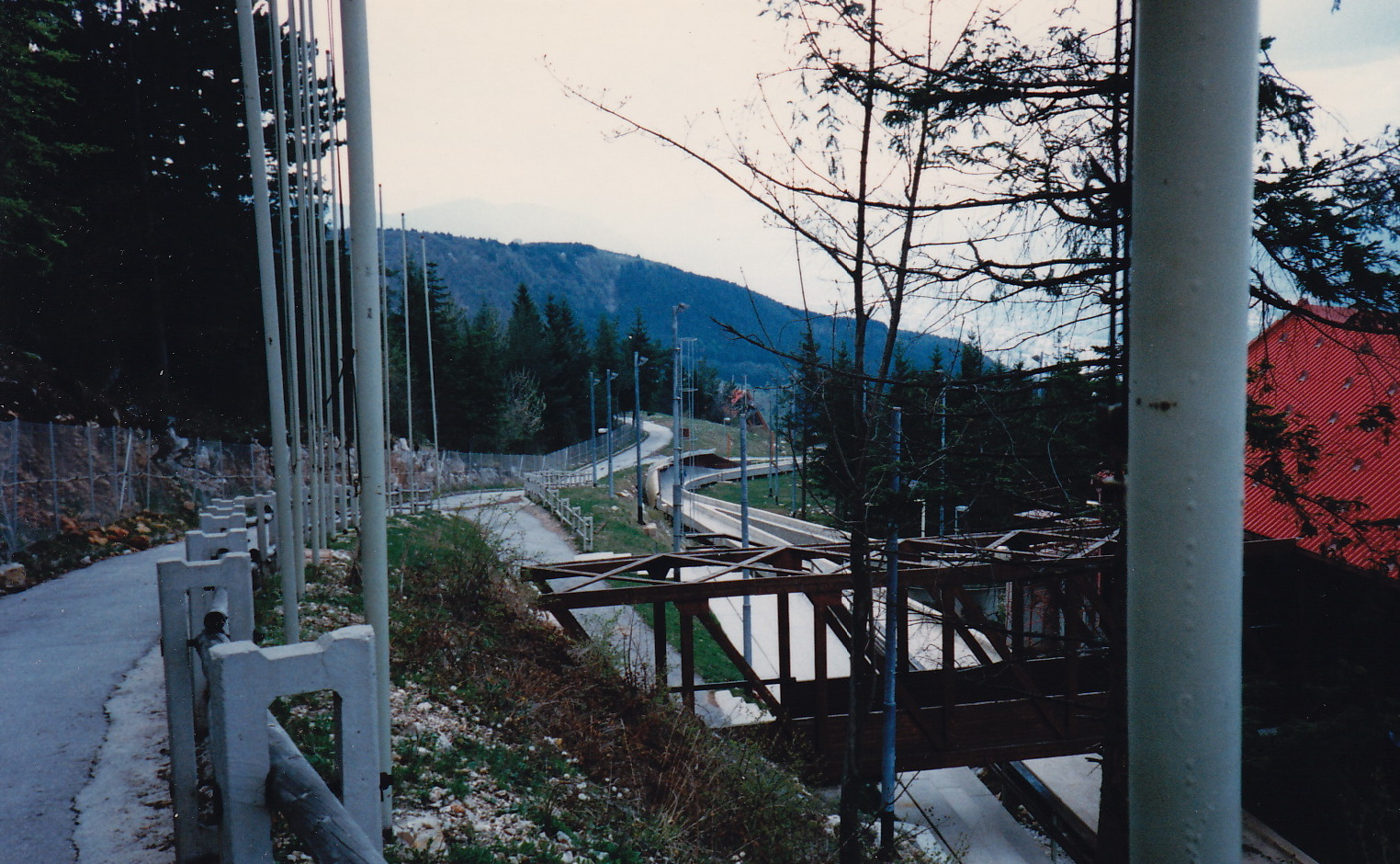
Tor w roku 1987

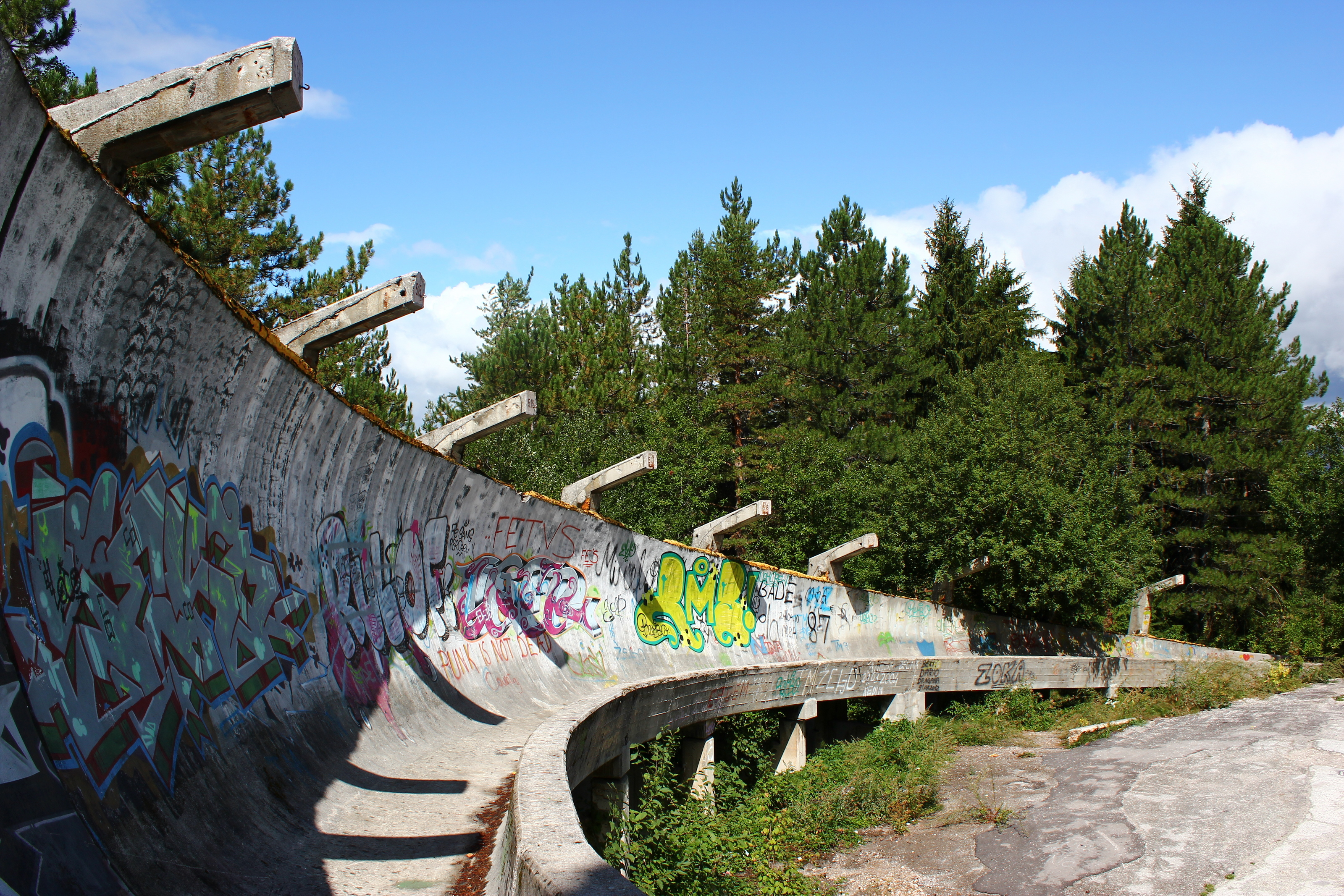
Zrujnowany tor w roku 2012

Tor bobslejowo-saneczkarski w Sarajewie – tor bobslejowy i saneczkarski zbudowany na zboczu góry Trebević na obrzeżach Sarajewa.
W 1978 Sarajewo zostało wybrane na gospodarza zimowych igrzysk olimpijskich w roku 1984. Przed tym wydarzeniem w Jugosławii, która nie miała tradycji w sportach saneczkarskich i bobslejowych, nie istniał żaden profesjonalny obiekt przeznaczony dla tego sportu.  W związku z tym wydarzeniem zaistniała konieczność budowy toru do rozegrania zawodów bobslejowych i saneczkarskich. Budowa toru rozpoczęła się w 1981 i trwała rok, a jej koszt wyniósł 563,209 dinarów jugosłowiański. Tor miał 13 zakrętów i długość 1261 metrów.
Po igrzyskach olimpijskich z roku 1984 tor kilkukrotnie gościł zawody pucharu świata w bobslejach. Podczas wojny w Bośni i Hercegowinie oraz oblężenia Sarajewa tor i góra Trebević miały znaczenie strategiczne – były używane do obsługi stanowisk artylerii sił serbskich.
Po wojnie uszkodzony obiekt przez wiele lat niszczał (między innymi za sprawą wandali i roślinności). W lipcu 2014 ogłoszono, iż część toru o długości 720 metrów zostanie wyremontowana tak, aby można było z niej korzystać w okresie letnim. Po zakończeniu prac tor umożliwia zawodnikom (korzystającym z wyposażonych w kółka sanek przeznaczonych do letnich treningów) osiąganie prędkości maksymalnej wynoszącej około 130 km/h. Mimo faktu, iż nie posiada on podstawowej infrastruktury (m.in. wyposażenia do pomiaru czasu, przebieralni i toalet) jest wykorzystywany nie tylko przez miejscowych sportowców, ale i przez przedstawicieli innych państw, stając się regionalnym letnim centrum treningowym.